# سقاسق (حديبو)

تعديل مصدري - تعديل

سقاسق هي إحدى قرى مديرية حديبو التابعة لمحافظة سقطرى، بلغ تعداد سكانها 56 نسمة حسب تعداد اليمن لعام 2004.